# آدام فرانتیشک کولار
آدام فرانتیشک کولار (آلمانی: Adam Franz Kollar von Keresztén؛ ۱۷ آوریل ۱۷۱۸ – ۱۰ ژوئیه ۱۷۸۳ (۶۵ سال)) حقوقدان، تاریخ‌نگار، مردم‌شناس، نویسنده، و کتابدار اهل اسلواکی بود.
آدام عضو شورای امپریال سلطنتی و کتابدار ارشد سلطنتی سلطنتی، در پادشاهی مجارستان، و یک مدافع نفوذ سیاست عصر روشنگری ماریا ترزا، اتریش بود. برخی از نویسندگان او را یکی از اولین فعالان طرفدار اسلواکی و پان اسلاوی در امپراتوری هابسبورگ می‌دانند.